# Война 2020 года
«Война 2020 года» (англ. The War in 2020) — военно-фантастический роман американского писателя Ральфа Питерса, посвящённой попытке США защитить разваливающийся СССР от нашествия войск Исламского союза при поддержке ЮАР и Японии.

## Описание сюжета
В 1990 годах Япония благодаря научной и торговой мощи выдвигается на первое место в мире. Она развивает свою военную мощь. НАТО разваливается по желанию европейских стран. В 2005 году силы ЮАР захватывают богатую минералами провинцию Шаба в Заире. США вмешиваются в конфликт, но южноафриканцы при поддержке японцев неожиданно наносят сокрушительный удар и громят американцев. После ответного ядерного удара США по Претории, взаимного уничтожения Сирии и Израиля происходит ликвидация ядерных арсеналов. В мире вспыхивает пандемия смертоносной болезни Рансимана. 
Главный герой книги офицер вертолётчик Джордж Тейлор разделяет со своим корпусом горечь поражения в провинции Шаба. Вернувшись в разгромленный и покинутый американцами лагерь, он отправляется в опасное путешествие через половину Африки. Тейлор достигает американского посольства, но его помещают в карантин, где он заражается болезнью Рансимана, обезображивающей его. Тем не менее, он продолжает карьеру, участвует в подавлении бунта в Лос-Анджелесе в 2008 году, в американской интервенции в Мексику и Колумбию с целью искоренения местной наркомафии.
В это время среднеазиатские республики свергают советское правление и при поддержке Исламского союза и Японии идут в наступление, беспощадно вырезая этническое русское население. США тайно посылают на помощь 7-й тяжёлый кавалерийский полк под командованием Тейлора. Воспользовавшись информацией захваченного и взломанного русскими автоматического командного летающего пункта японцев, американцы решают нанести мощный удар по тыловым базам противника в северном Казахстане. Тем временем, японцы наносят удар новым секретным оружием массового поражения по Орску, превращая его жителей в беспомощных паралитиков, СССР решает выйти из войны, американцы готовятся к мирным переговорам.
Тем не менее, вертолёты Тейлора наносят свой удар, разгромив японский штаб в Баку и уничтожив японского командующего генерала Кобата. Японские десантники спешат на выручку штаба. Тейлор и русский офицер, жертвуя собой, остаются, запуская программы самоуничтожения японской техники. Его люди улетают в Турцию. СССР подписывает мирный договор со своими противниками.

## Критика
Книга заслужила положительные отзывы.
Журнал Kirkus Reviews похвалил книгу за захватывающее повествование и материалы, лёгкость понимания для невоенного читателя.
Publishers Weekly раскритиковал Питерса за его изображение мусульманских войск как дикарей, но похвалил книгу за показ «печальной сути» военной жизни.